# Universidad Autónoma de Asunción
La Universidad Autónoma de Asunción, tiene su origen en una Escuela de Negocios: la Escuela Superior de Administración de Empresas (ESAE), fundada en 1978, con el objetivo de formar recursos humanos para la gestión de empresas.

## Historia
La ESAE fue creada en una coyuntura de crecimiento económico y de las inversiones en el país, que generó una demanda de cuadros formados para desempeñarse en todos los niveles del ámbito empresarial.
La institución se constituye como una asociación civil sin fines de lucro, con la misión de producir y difundir el conocimiento en un área específica de las Ciencias Sociales: las Ciencias Empresariales, con amplio alcance, sin importar la condición política, social o religiosa del interesado en adquirir conocimientos.
Con el transcurso del tiempo y ante la creciente demanda de formación y capacitación generada por la propia institución, gracias a la transmisión de una imagen de seriedad y exigencia, y a una educación de buena calidad a un costo razonable, la ESAE fue creciendo en infraestructura y ampliando su oferta académica a distintas áreas del conocimiento, tanto de las Ciencias Sociales, la Tecnología, las Ciencias Humanísticas, las Ciencias Jurídicas, Políticas y las Ciencias de la Salud.

## Fundación
Fue fundada en 1978 como institución de educación superior por Miguel Martin Merino, bajo la denominación de Escuela Superior de Administración de Empresas.
En 1991, se convierte en universidad, con el nombre de Universidad Autónoma de Asunción.

## Constitución Legal
Con el advenimiento de la apertura política en el país, la institución fue convertida en fecha 14 de noviembre de 1991 en Universidad, bajo el Decreto del Poder Ejecutivo N° 11.615 donde autorizaba el funcionamiento de la Universidad Autónoma de Asunción.

## Misión
Es una Universidad inclusiva, comprometida con la innovación y la excelencia en la generación, trasmisión, preservación y aplicación del conocimiento para beneficio de la sociedad.

## Visión
Ser una Universidad reconocida nacional e internacionalmente por su educación de buena calidad.

## Pilares Fundamentales
La UAA desde el año 1996 ha iniciado una reforma institucional basada en tres lineamientos estratégicos:
1- Implantación del sistema de créditos en los planes de estudios, introduciendo gradualmente el concepto de currículo flexible, así como una cuota flexible en relación estrecha con la cantidad de materias elegidas a cursar.
Este sistema consiste en acumular créditos o puntos hasta reunir los suficientes para obtener determinado grado académico. La gran ventaja del sistema de créditos es que otorga una gran flexibilidad al estudiante a la hora de planificar y desarrollar sus estudios, permitiéndole tomar decisiones acerca de:
- El plan de estudios: en todas las carreras se contempla en su plan de estudios materias obligatorias y materias electivas, lo que permite al alumno seleccionar entre las materias electivas las que más le interesan, en función de sus expectativas futuras como profesional, así como organizar la secuencia en que seguirá las materias del programa de estudios elegido de acuerdo a sus preferencias, sujeta únicamente a las limitaciones dadas por los prerrequisitos o la disponibilidad de cursos en un determinado semestre.

- La velocidad de desarrollo de la Carrera: todas las carreras que otorgan grado académico y título profesional tienen en la UAA una carga horaria mínima de 2800 horas y una duración promedio normal de cinco años, pudiendo esta reducirse de acuerdo a la cantidad de materias en las que se registre el alumno o si toma clases durante el semestre intensivo de verano.

- El costo de su cuota mensual: el importe de la cuota mensual que debe pagar el alumno se calcula en función del número de materias y la cantidad de créditos a que se registra en cada semestre, lo cual permite establecer el importe aproximado de la cuota mensual, según su presupuesto, regulando simplemente la cantidad de créditos a los que se inscribe por semestre.

2- Extensión de la evaluación a toda la institución, a partir del auto-estudio por Facultad y Carrera en diversas dimensiones.
3- Ampliación y reorganización del sistema de becas, para darle mayor alcance y cumplimiento.

## Facultades y Carreras
La UAA está organizada en cinco Facultades, en las que se imparten 19 Carreras de Grado y numerosos Cursos de Postgrados (especializaciones, maestrías, doctorados, diplomados, actualizaciones).
Actualmente, la Universidad tiene una población aproximada de 6000 alumnos
(Grado y posgrado); 350 profesores y 100 funcionarios (personal administrativo y de servicios).
Calendario Académico 
El calendario académico anual se divide en tres ciclos o semestres académicos:
VERANO: de enero a marzo. 
OTOÑO: de marzo a julio. 
PRIMAVERA: de agosto a diciembre.
Tiene 5 facultades:
- Facultad de Ciencias Jurídicas, Políticas y Sociales
- Facultad de Ciencias y Tecnología
- Facultad de Ciencias Económicas y Empresariales
- Facultad de Ciencias de la Educación y la Comunicación
- Facultad de Ciencias de la Salud

## Oferta de grados
- Grados en Ciencias Políticas, Jurídicas y de la Comunicación[1]

```
Grado en Derecho
Grado en Periodismo
Grado en Comunicación Audiovisual
```

- Grados en  Ciencias y Tecnología[2]

```
Grado de Ingeniería en Informática
Licenciatura en Ciencias Informáticas
```

- Grados en Ciencias Económicas y Empresariales[3]

```
Administración de Empresas
Ingeniería Comercial
Contabilidad
Marketing y Publicidad
Comercio Internacional
```

- Grados en Ciencias de la Salud[4]

```
Fonoaudiología
Nutrición
Odontología
Psicología Clínica
Deportes
```

## Campus
La sede central está en Asunción, Paraguay. Tiene un campus de deportes en Lambaré, a unos 10 km del centro de Asunción. En la actualidad, tiene unos 5000 alumnos de grado y unos 500 de postgrado. Ofrece 19 carreras de grado y 12 de postgrado en cuatro facultades.

## En el ámbito deportivo
A nivel deportivo la Universidad Autónoma de Asunción (UAA) se destaca principalmente en disciplinas deportivas como fútbol femenino (subcampeón de la Copa Libertadores Femenina 2009), futsal FIFA (subcampeón de la Copa Libertadores de Futsal 2005), handbol, básquetbol, rugby femenino.

Los deportes se inician en el año 1984, impulsados por las autoridades de la UAA, con un Torneo Interno en la categoría de mayores, realizado en la casa España. Hoy se abarcan también las categorías formativas en las distintas disciplinas deportivas a partir de los 8 años. Nuestros equipos obtienen resultados muy favorables en el deporte, siendo beneficiados anualmente unos 300 atletas que son becados en esta categoría. Actualmente la UAA es campeón femenino Sub-15 en basquetbol, y participa con éxito con sus escuelas en deportes como rugby, vóleibol, atletismo, natación, en ambas ramas. Así también en el fútbol de campo femenino y ajedrez.